# Ferenc A. Váli
Ferenc A. Váli (ur. 25 maja 1905, zm. 19 listopada 1984) – węgierski prawnik, pisarz i politolog, specjalizujący się w prawie międzynarodowym.

## Życiorys
Urodził się w 1905 w Budapeszcie. Obronił pracę doktorską na Uniwersytecie w Budapeszcie w 1927 i Ph.D. z nauk politycznych na University of London w 1932. Od 1935 wykładał na Wydziale Prawa na Uniwersytecie w Budepeszcie. Opublikował kilka książek w języku węgierski, niemieckim i angielskim. 
Podczas II wojny światowej został wysłany przez węgierski rząd do Stambułu z tajną misją nawiązania kontaktów z aliantami. W latach 1943–1946 wykładał prawo międzynarodowe na Uniwersytecie Stambulskim.
Po zakończeniu wojny powrócił na Węgry i został doradcą w zakresie prawa międzynarodowego węgierskiego ministerstwa finansów. Kontynuował też działalność jako wykładowca na Uniwersytecie w Budapeszcie aż do 1949 roku, kiedy został usunięty przez komunistów z uczelni i ministerstwa. W 1951 roku został aresztowany wraz z żoną. Żona Váliego wyszła na wolność po trzech latach, jego samego zwolniono 18 października 1956 roku. Pięć dni później wybuchła Rewolucja Węgierska i został przywrócony na uczelnię. Miał też zająć się reorganizacją węgierskiego Ministerstwa Spraw Zagranicznych. Po upadku Rewolucji Váli z żoną uciekli z Węgier do Austrii.
Po otrzymaniu dotacji z Fundacji Rockefellera prowadził badania w Londynie, Paryżu i Hadze, a po grudniu 1957 w Nowym Jorku i Waszyngtonie. Od 1958 do 1961 Váli był wykładowcą (Research Associate) na Harvard Center for International Affairs. We wrześniu 1961 przyjął pracę na University of Massachusetts Amherst i pozostał tam do przejścia na emeryturę w 1975. Váli zmarł 19 listopada 1984 w Massachusetts.

## Publikacje
- Servitudes of International Law (London)
- Rift and Revolt in Hungary (Harvard University Press, 1961)
- The Future of Germany, (Germany, 1967).
- Politics of the Indian Ocean Region: The Balances of Power (New York, 1976)
- Bridge across the Bosporus, (The Johns Hopkins Press, 1971)